# Komagatake
Komagatake je stratovulkán, nacházející se na jihu japonského ostrova Hokkaidó, na poloostrově Óšima. Je to jeden z nejaktivnějších vulkánů tohoto ostrova. Sopka má převážně andezitovou stavbu, její stáří se datuje na pleistocén. Současný tvar je výsledkem masivní destrukce vulkanické stavby, která nastala během pliniovské erupce v roce 1640.
Masivní bloky pyroklastických materiálů, pocházející z této erupce, jsou deponovány v okolí základny sopky, menší a mobilnější částice byly zaneseny do blízkého moře, kde vyvolaly přívalové vlny tsunami a lehké částice (popel a prach) se dají najít až v centrální části Honšú. Celkový objem uvolněného pyroklastického materiálu byl přibližně 3,6×108 m3, což představuje jednu z největších erupcí v Japonsku. Pozdější erupce (z let 1694, 1856 a 1929 a řada menších erupcí) již nedosáhly parametrů té z roku 1640.